# Sarcophyton cinereum
Sarcophyton cinereum is een zachte koraalsoort uit de familie Alcyoniidae. De koraalsoort komt uit het geslacht Sarcophyton. Sarcophyton cinereum werd in 1946 voor het eerst wetenschappelijk beschreven door Tixier-Durivault. 